# Vilademuls
Vilademuls è un comune spagnolo di 723 abitanti situato nella comunità autonoma della Catalogna.